# 逊克县
逊克县为中華人民共和國黑龙江省黑河市下辖县，位于黑龙江省北疆，小兴安岭中段北麓，黑龙江中游南岸，隔黑龙江与俄罗斯阿穆尔州米哈伊洛夫区相望，为国家一类口岸城市。全县面积17344平方公里，縣人民政府駐邊疆鎮。

## 历史
逊克县名由逊河、奇克两镇合称而来。
- 夏、商、周时期逊克地方属肃慎氏之地。
- 秦、汉、三国、两晋时期逊克大地属挹娄辖境。南北朝时期逊克地方属勿吉辖境。 隋唐时期属黑水靺鞨及北室韦辖地。辽代属辽之东京道乌隈部。金代属上京蒲与路辖地。元代属开元路的失宝赤万户府。明代属奴尔干都司辖境。
- 清光绪三十二年（1906年），于今之逊河镇东新村设毕拉尔路鄂伦春协领公署，管理鄂伦春民族的军事和狩猎事项，是为逊河地方建置之始。
- 1929年稽垦局改升为逊河设治局，由于初建，机关简单，仅设一警察署，驻县城内，统辖全境治安。至此冠名“逊河”二字，1932年7月1日正式组成逊河县政府。
- 满洲國大同2年（1933年）3月，日本侵略者占领逊河县、奇克县，分别成立逊河县、奇克县公署，隶属黑龙江省公署。
- 满洲國康德10年（1943年）7月，滿洲國撤销逊河、奇克两县，并置为逊克县，仍属满洲國黑河省管辖。
- 1946年6月16日，中国共产党领导的东北民主联军进入逊克县，建立了县人民政府，县治由逊河迁至奇克镇。
- 1947年年春，乌云县撤县改区，划归逊克县管辖。
- 1965年12月，又将富饶人民公社（原乌云区）之大部划归嘉荫县。

## 人口
根據第七次人口普查數據，截至2020年11月1日零時，遜克縣常住人口為82134人。

## 行政区划
逊克县下辖3个镇、4个乡、2个民族乡：
奇克镇、逊河镇、克林镇、干岔子乡、松树沟乡、车陆乡、新鄂鄂伦春族乡、新兴鄂伦春族乡、宝山乡、道干林场、干岔子林场、新立林场、三间房林场、良种场、种畜场和逊克农场。

## 交通
- 331国道过境。

## 资源
逊克县幅员辽阔，生态环境极佳。境内盛产红玛瑙，有“红玛瑙之乡”的美誉。
全县有草原560万亩，森林面积1665万亩，森林覆盖率为64%，林木储量大，山产品和野生动植物资源丰富。